# ヒメヒラテンツキ
ヒメヒラテンツキ Fimbristylis autumnalis (L. 1817.) はカヤツリグサ科の植物の1つ。柔らかく小柄なテンツキ属のものである。

## 特徴
小柄な1年生の草本。全体に柔らかくて毛がない。匍匐茎などはなく、茎や葉は束になって生じる。草丈は花茎の高さにして15-30cmくらいである。茎は扁平になっている。根出状に出る葉は少数だけあり、葉幅は約2mm。基部の鞘は褐色をしている。
花期は7～10月。花茎の先端に複散房状の花序を着ける。花序の基部にある苞は2～3枚あり、葉状に発達する部分は線形でその長さは花序と同程度か、あるいはやや短いくらい。花序は2～3回分枝して5～10個の分花序を含み、長さは5～8cm程で多数の小穂をつける。小穂は長さが3～6mmと小型で、形は狭披針形で先端は尖っており、色は赤褐色。1つの小穂には7～15個の小花が含まれる。小穂の鱗片は広披針形で長さ1.5～2mm、先端は鋭く尖った形で、また背面に竜骨がある。痩果は倒卵形で断面は3稜形をしており、長さは約0.7mmで、色は白く、表面は滑らかであるか、あるいはその表面に小さな瘤状の突起がある。柱頭は3つに割れる。
別名にクサテンツキ、ヒメテンツキがある。牧野原著(2017)ではヒメテンツキを標準としており、その意味については果穂が細くてやせていることから、としている。ヒラは、平らの意味で、茎が平らであることに依る。

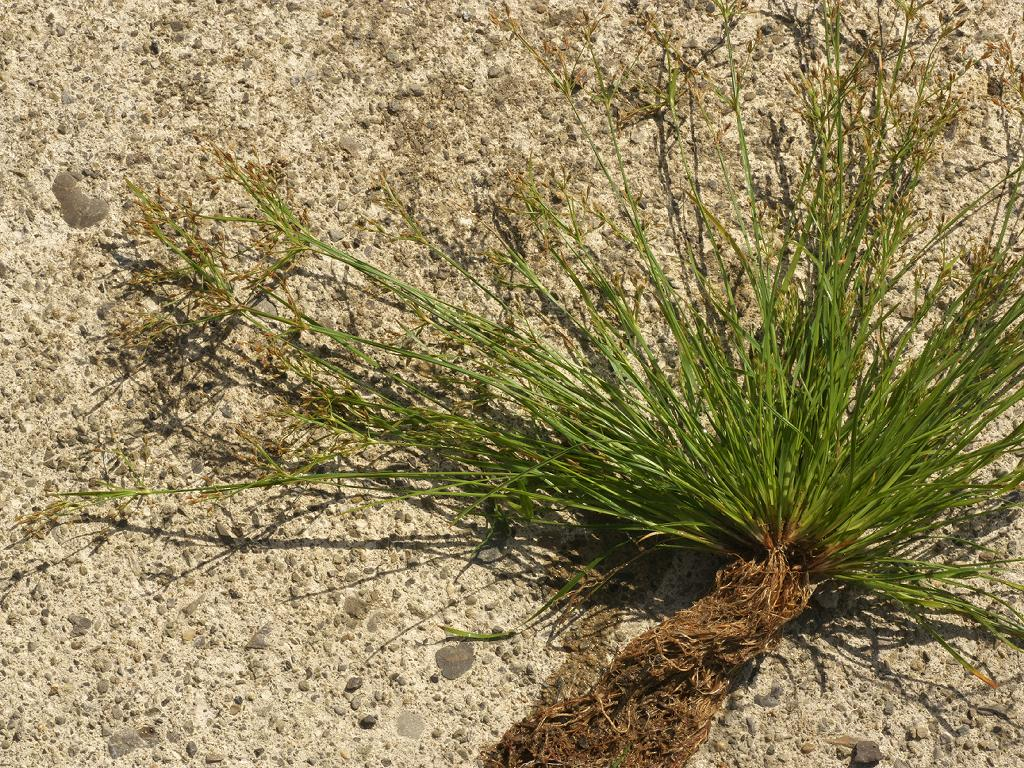
全草
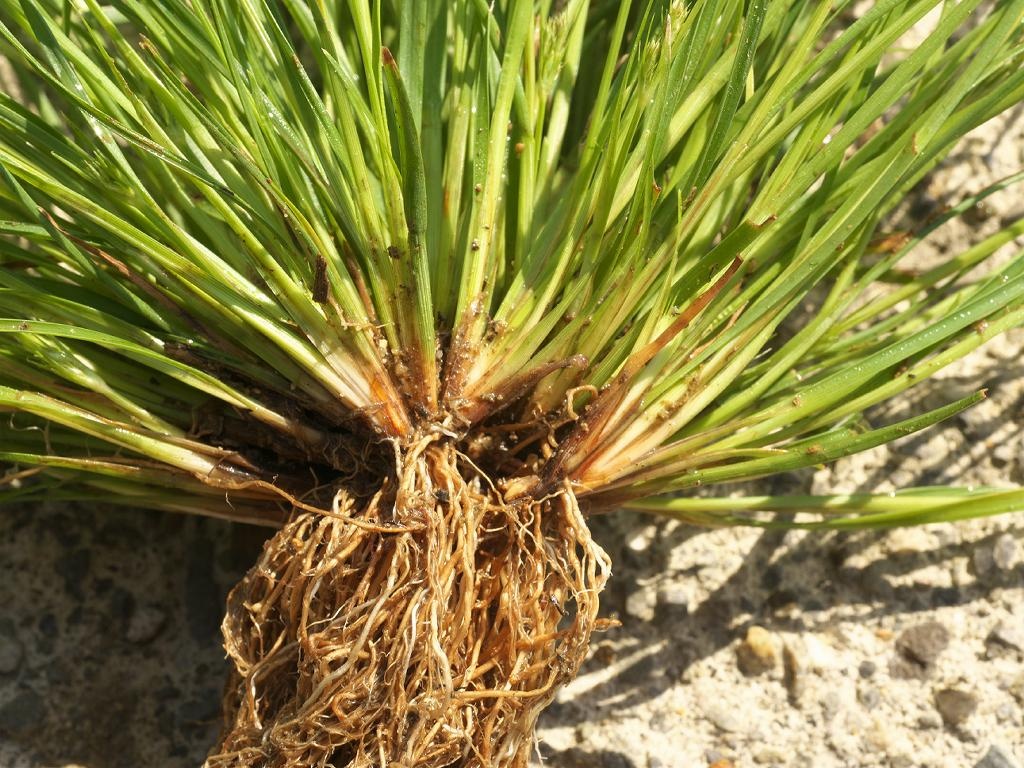
雄花の拡大像
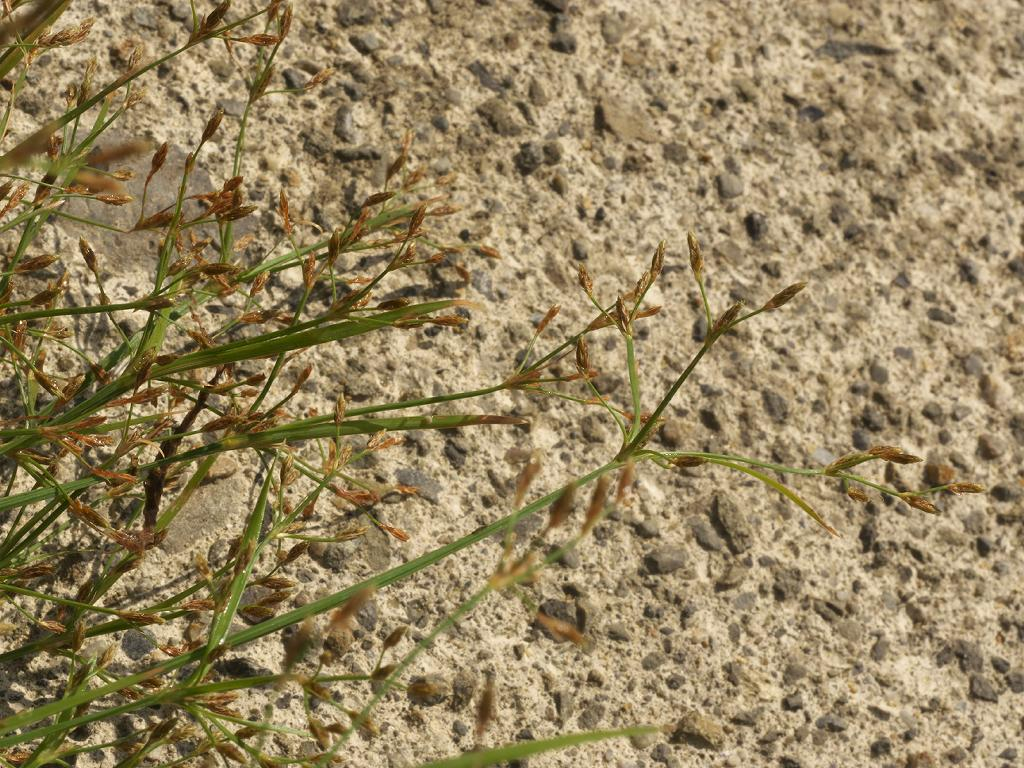
花序の拡大像

## 分布と生育環境
日本では北海道から琉球列島まで見られ、国外では朝鮮半島、中国、それに北アメリカに分布する。
平地の湿地や水田の畦などに生える。

## 分類、類似種など
本種の属するテンツキ属は世界で約200種あり、日本には26種ほどが知られる。その中で本種は1年生で柔らかいこと、小穂が尖っていて小さいこと、果実が白っぽく熟すること、柱頭は細く、先端が3つに裂けることなどを特徴とする。大きさで言えばもっとも普通種である無印のテンツキ F. dichotoma は背丈が15～50cm、小穂の長さが5～8mm、小さい方ではメアゼテンツキ F. squarrosa var. esquarrosa は草丈が10～20cm、小穂の長さが4～6mm、本種の大きさはこれらのほぼ中間程度となっている。またヒデリコ F. littoralis などは小穂が丸い点で区別できる。名前の点では対をなすようなのがオオヒラテンツキ F. complanata で、やはり花茎が扁平で小穂は尖っていて長さ5～8mmと本種に似た面はあるが、草丈は50～80cmと大きいもので、またこの種は日本では琉球列島からのみ知られている。
星野他(2011)では似たものとしてノテンツキ F. complanata var. exaltata をあげており、違いとしてはこの種は多年生であること、葉が柔らかいこと、小穂や鱗片が短いことなどで区別できる、としている。

## 保護の状況
環境省のレッドデータブックでは指定がなく、県別でも沖縄県で絶滅危惧II類、長野県で準絶滅危惧、鹿児島県で分布特性上重要な種の指定がある程度である。沖縄県と鹿児島県での指定は分布南限域でのものと思われる。それ以外の地域ではおおむね普通種と言うことかと思われる。